# William Terry (1824-1888)
William Terry (14 août 1824 – 5 septembre 1888) est un homme politique du dix-neuvième siècle, avocat, professeur, et un soldat de Virginie et dernier commandant de la célèbre Brigade de Stonewall au cours de la guerre de Sécession.

## Avant la guerre
Né dans le comté d'Amherst, Virginie, Terry va dans une ancienne école de campagne lorsqu'il est enfant et poursuit sa scolarité jusqu'à être diplômé de l'université de Virginie en 1848. Il est enseignant, fait des études de droit et est admis au barreau en 1851, commence à pratiquer dans un cabinet d'avocats à Wytheville, en Virginie. Il s'engage dans la presse pendant dix-huit mois en tant que rédacteur en chef et copropriétaire du Wytheville Telegraph.
En 1852, il épouse Emma Wigginton de comté de Bedford. Ils auront quatre fils et trois filles. Terry rejoint la milice locale, servant en tant que lieutenant des « Wythe Grays ». Il mène sa compagnie à Harpers Ferry au cours de l'affaire de John Brown en 1859.

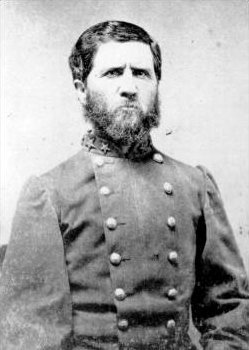
Général William Terry

## Guerre de Sécession
La suite de la sécession de la Virginie hors de l'Union, Terry s'enrôle dans l'armée confédérée en tant que premier lieutenant dans le 4th Virginia Infantry. En avril 1861, il revient à Harpers Ferry, cette fois comme officier confédéré servant sous les ordres de Stonewall Jackson. Il participe à son premier combat lors de la première bataille de Bull Run. Terry est promu commandant au printemps de 1862 et combat au cours de la campagne de la Péninsule lors des batailles de Gaines' Mill et de Malvern Hill. Il est blessé lors de la seconde bataille de Bull Run et est cité pour bravoure dans le rapport officiel de son supérieur, William Taliaferro. Il retourne dans les rangs pour diriger le 4th Virginia Infantry à la bataille de Fredericksburg. Son régiment perd 140 hommes sur ses 335 hommes dans de violents combats à Chancellorsville, mais il s'en sort indemne, ainsi que lors des combats à Culp's Hill à Gettysburg.
En février 1864, il est promu colonel, à compter de septembre 1863. Il est nommé brigadier général le 20 mai 1864, à la suite de la campagne de la Wilderness. Le lendemain, il reçoit le commandement d'une brigade formée par les survivants de la brigade de Stonewall et des brigades réduites de John M. Jones et George H. Steuart. Terry mène l'unité consolidée dans les combats à Cold Harbor et lors de la défense de Petersburg.
Il commande sa brigade au cours de la campagne dans la vallée de Shenandoah de 1864 de Jubal A. Early. L'assaut final percutant de Terry à la bataille de Monocacy rompt finalement la ligne de l'Union et force la retraite de l'armée de Lew Wallace. Plus tard cette année-là, Terry est l'un des sept généraux confédérés qui sont tués ou blessés lors de la troisième bataille de Winchester. 
Ayant récupéré, il ramène la brigade à Petersburg, où il est de nouveau blessé le 25 mars 1865, lorsque le corps de Gordon attaque Fort Stedman. Terry est ramené chez lui, à Wytheville pour récupérer de ses blessures. En conséquence, Terry rate la capitulation de l'armée de Virginie du Nord à Appomattox Court House en avril. Quand la nouvelle arrive, il monte à cheval et part vers le sud pour rejoindre l'armée de Joseph E. Johnston en Caroline du Nord. Toutefois, il revient chez lui quand la nouvelle arrive de la reddition de Johnston à Bennett Place.

## Après la guerre
Après la guerre, bien que partiellement handicapé en raison de ses trois blessures de guerre, Terry reprend de la pratique du droit à Wytheville. Il est nommé pour le Congrès, en 1868, mais, étant sous le coup d'une interdiction politique, il se retire. Il est facilement élu en tant que démocrate à la chambre des représentants des États-Unis en 1870, servant de 1871 à 1873, mais échoue lors de sa campagne pour la réélection en 1872. Terry est réélu au Congrès en 1874 et sert de nouveau de 1875 à 1877, échouant de nouveau pour la réélection en 1876. Il est délégué à la convention nationale démocrate, en 1880, et ensuite reprend la pratique du droit.
Terry se noie le 5 septembre 1888, lors d'une tentative de traverser le Reed Creek près de Wytheville de retour du palais de justice du comté de Grayson. Il est enterré dans le cimetière de East End de la ville.
Le camp William Terry des vétérans confédérés unis, est baptisé en l'honneur du général Terry.